# شالیمار دلقک
شالیمار دلقک (انگلیسی: Shalimar the Clown) رمانی از سلمان رشدی است که در سال ۲۰۰۵ منتشر شد. نوشتن این رمان چهار سال به طول انجامید. شالیمار دلقک در ابتدا در ۶ سپتامبر ۲۰۰۵ توسط جاناتان کیپ منتشر شد. شالیمار دلقک نام خود را از باغ‌های شالیمار در مجاورت سرینگر گرفته‌است. سرینگر یکی از چندین باغ‌های گورکانی است که در زمان فرمانروایی گورکانیان بر شبه‌قاره هند ساخته شد. شالیمار همچنین نام یکی از شخصیت‌های اصلی رمان است.